# كأس السوبر المصري 2008
كأس السوبر المصري 2008 هو النسخة الثامنة من بطولة كأس السوبر المصري، وهي بطولة تقام سنويًا بين بطل الدوري المصري الممتاز وبطل كأس مصر في آخر موسم للبطولتين. فاز الأهلي (بطل الدوري) على الزمالك (بطل الكأس) بنتيجة 2-0، ليحصد الأهلي بذلك لقبه الخامس.

## المباراة
| الأهلي                               | 2–0   | الزمالك |
| ------------------------------------ | ----- | ------- |
| المعتز بالله إينو 47' · أحمد حسن 89' | تقرير |         |